# Château des Princes d'Achaïe
Le  château des Princes d'Achaïe (en italien : Castello dei Principi d’Acaja) est un château situé à Fossano, dans la province de Coni.

## Histoire
Le château des Princes d'Achaïe se dresse majestueusement sur la place du même nom de la ville de Fossano. Il a été construit au XIVe siècle à la demande de Philippe Ier de Savoie-Achaïe. Au XVe siècle le château a été agrandi avec l'adjonction de la grande salle ou la salle du trône, le logement du prince, la chapelle, les caves et la cour avec un portique à colonnes de marbre blanc, dont les chapiteaux ont été sculptés par Gaspare Solari. Du côté nord se trouvait la cinquième tour pour les cuisines, les fours et les services.
Depuis 1985 le château est le siège de la bibliothèque municipale. Plus de 100 000 volumes sont disponibles en consultation.

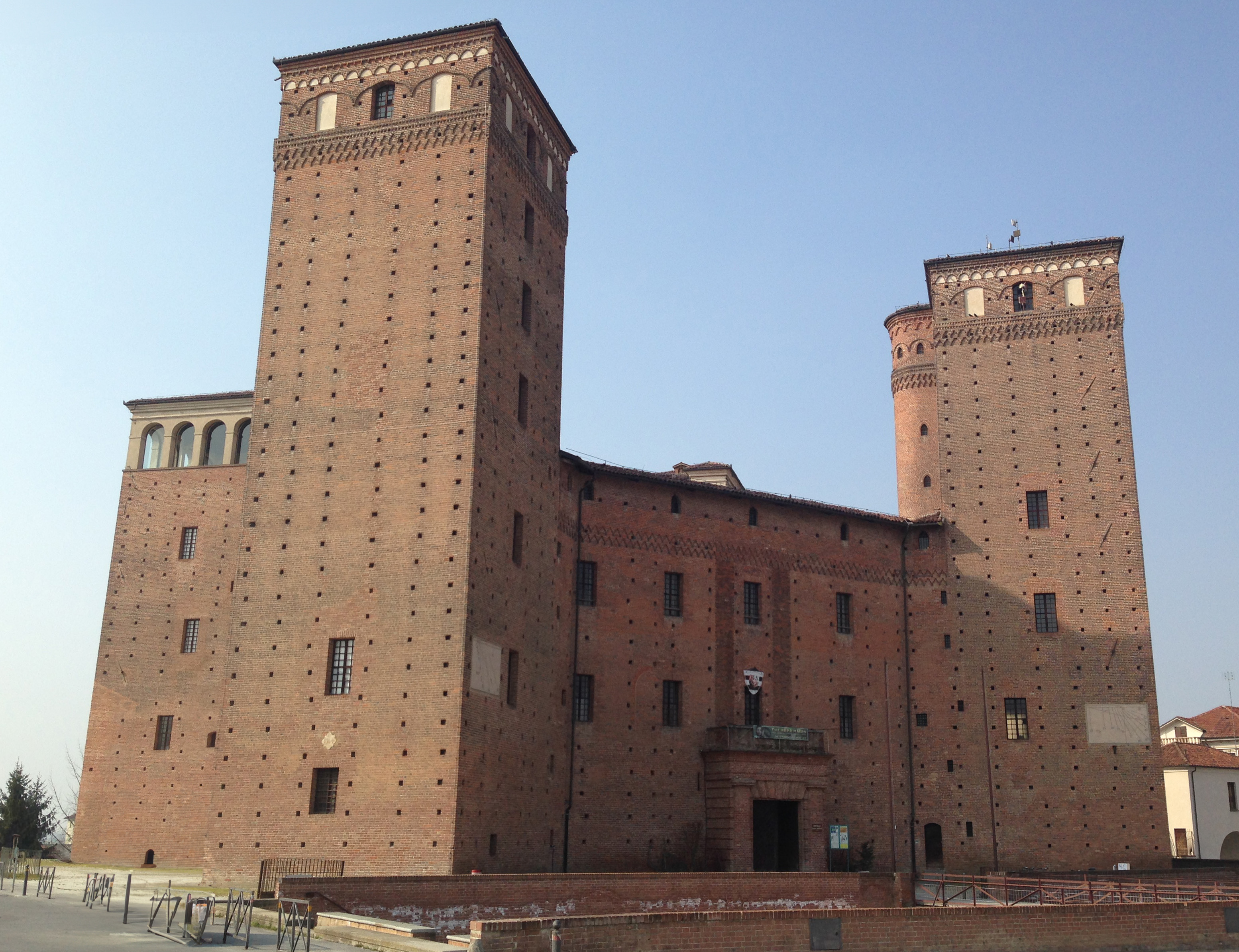
Vue extérieure du château